# 인구론

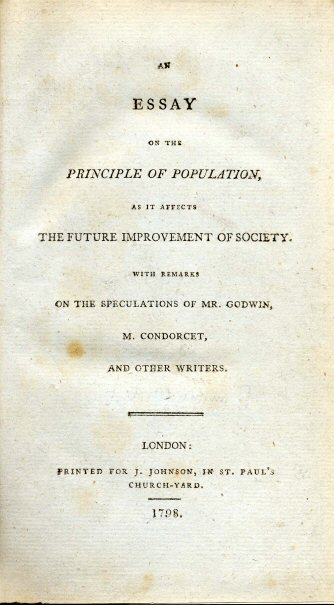
인구론 1798년 초판 표지

인구론(人口論, 영어: An Essay on the Principle of Population)은 경제학책이며 영국 고전학파 경제학자 토마스 로버트 맬서스의 저서이다. 초판은 1798년에 《인구의 원리에 관한 일론(一論), 그것이 장래의 사회개량에 미치는 영향을 G.W.고드윈·M.콩도르세 그리고 그 밖의 저작가들의 사색에 언급하며 논함》이라는 제목을 붙여 익명으로 출판하였다. 여섯차례 개정을 거쳐 1826년에 최종판이 나왔다.
맬서스는 자신의 저서 《인구론》을 통해서, 인구의 자연적 증가는 기하(등비)급수적이지만 식량은 산술(등차)급수적으로 밖에 증가하지 않기 때문에 과잉인구로 인한 식량부족은 필연적이며, 그로 인해 빈곤과 죄악이 많이 발생하는 것은 불가피하다고 주장하였다. 해결책으로는 산아제한, 결혼연기, 독신 등을 통해 출산율을 낮추는 예방적 조치와 기근, 질병, 전쟁 등을 통해 사망율을 높이는 적극적인 억제책를 제시했다.
또한, 결국은 상당수가 가난 속에서 살다가 기아, 전쟁, 전염병등이 발생하여 인구대비 식량의 불균형은 시정될 것으로 내다 보았다. 그러나 그는 과학기술의 발달로 제초제, 값싼 화학비료, 수생작물의 보급등으로 농업생산량이 극적으로 증가하고, 피임법의 발달등을 통해 인구증가 현상이 억제될 수 있다는 것을 예측하지는 못했다.
맬서스의 인구 이론은 당대 뿐 아니라 후세에 이르기까지 여러 분야에 매우 강한 영향을 주었다. 과학에서는 찰스 다윈, 알프레드 월리스 등의 진화론 학자들에게 많은 영향을 주었다. 찰스 다윈은 1836년에 《인구론》을 읽은후에야 진화의 기제가 적자생존, 즉 자연도태라는 것을 깨닫게 되었다고 하였다.
맬서스는 인구증가 대비 식량 생산량의 불균형을 방지하기 위해서는 성적 금욕과 기독교적 도덕을 강조하였다. 이런 그의 주장은 1834년에 제정된 영국의 신구빈법에 반영 되었는데, 구빈원에 수용시 부부를 분리 수용하였으며 노동불능자를 제외하고는 원외구제(院外救濟)를 폐지하였고 노동능력이 있는 자에게 노동을 강제하는 것을 목표로 하였다. 이는 신구빈법 제정에 주도적인 역할을 했던 애드윈 채드윅이 맬서스에게 깊은 영향을 받았기 때문이었다. 또한 사회적 의무이자 빈민의 권리로서 인식되던 빈민구제는 배척되고, 빈곤은 개인의 게으름과 자기 절제의 결여로 낙인 찍히게 되는 인식의 전환이 발생하였다.

## 인구론의 내용

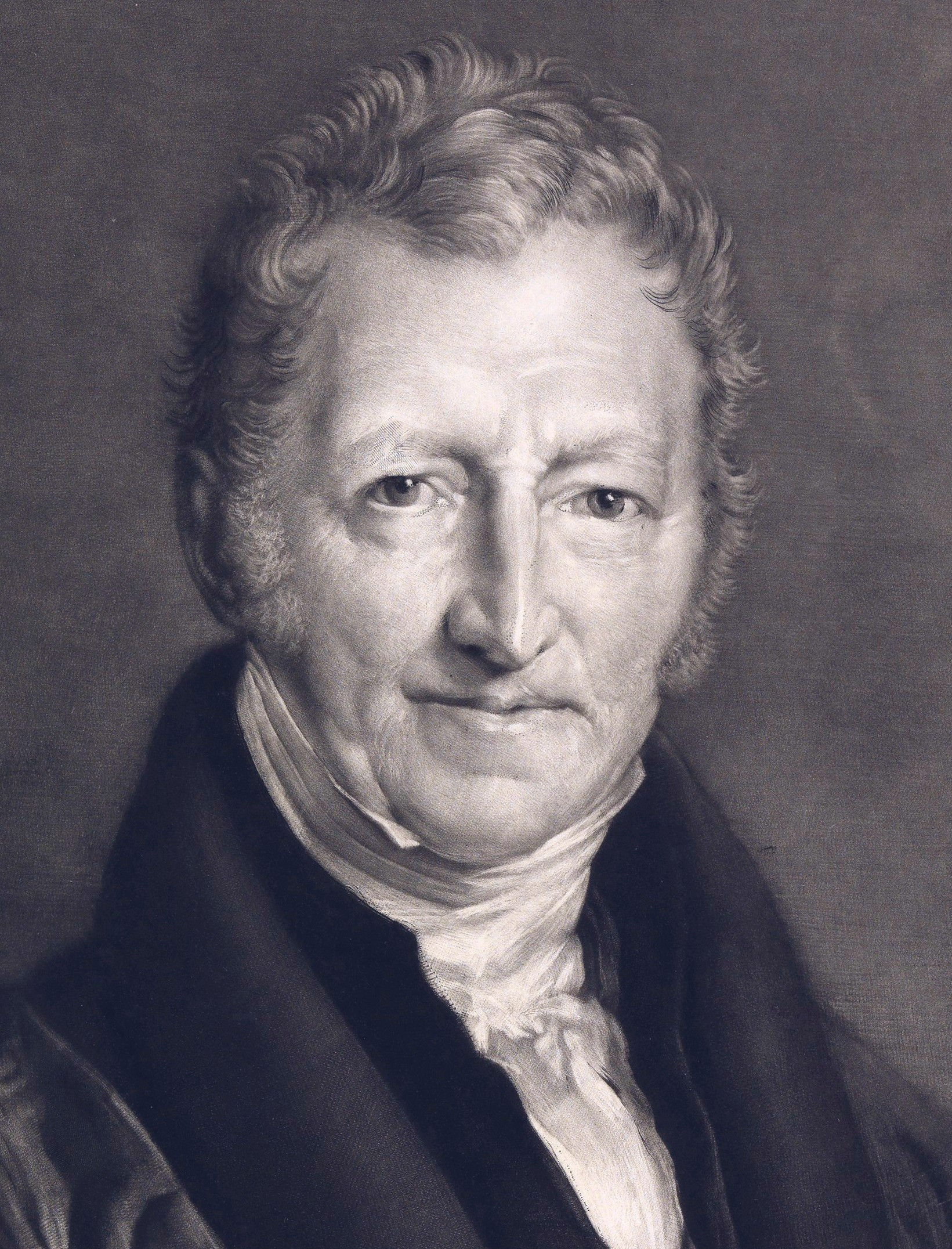
토머스 맬서스, 1833년의 초상

멜서스는 논리적 연역법으로 볼 때 논쟁의 여지가 없고 토속적인 3가지 전제에서 도출한 정치적 추론들을 《인구론》에 서술했다. 첫 번째 전제는 인간이 생산하는 생계 수단인 식량은 산술급수적 성장 법칙을 따른다는 것이다. 말하자면 식량은 동일한 시간안에 동일한 양이 늘어난다는 것이다. 이것은 곧 백분율로 계산하면 시간당 증가율이 감소함을 의미한다.
두 번째 전제는 이에 비해 인구는 기하급수적 성장 법칙을 따른 다는 것이다. 말하자면 이자 계산 방법인 복리처럼 같은 시간 내, 같은 성장률이라 할지라도 기본이 되는 인구수가 달라지기 때문에 인구는 기하급수적으로 성장한다.
세 번째 전제는 노동자 계층이나 하위 계층 사람들 대다수는 물질적인 생활 조건을 개선하기 위해 출산율을 높인다는 것이다.
인구가 기하급수적으로 늘어나게 되면 어느 시점에서부터는 식량이 부족해지기 때문에 인구수가 식량의 양을 초과한다는 결론이 도출된다. 그러나 산업혁명 이래 서구 자본주의 사회는 맬서스의 예측과는 정반대의 길을 걸어 왔다. 식량생산이나 인구 모두 기하급수적으로 증가하였으며, 1인당 소득도 급속도로 늘어났다.
맬서스의 이론을 바탕으로 삼은 고전경제학은 자본주의 미래에 대하여 무엇 하나 제대로 예측하지 못했다. 가장 빈번히 나오는 지적 사항은 맬서스를 비롯한 고전학파 경제학자들이 기술진보의 위력을 과소평가하는 실수를 저질렀다는 것이다. 산업혁명 이래 인류의 기술진보는 눈부시도록 빠르게 이루어졌음은 누구나 인정하는 사실이다.

## 불균형의 심화
멜서스의 인구론은 이 책에서 우려하는 불균형의 원리에서처럼 현대 사회의 문제점을 직간접적으로 예상했으며 이를 잘 보여준다는 점에서 매우 중요한 문헌으로 평가받는다.
경제학자와 같은 전문가들은 물가상승과 섬경제(Island economic)를 예시로 화폐경제의 문제점과 한계를 지적하기도 하며 불안정하게 이윤추구로만 발전해온 기술의 환경파괴나 소득 불균형을 언급함으로써 궁극적으로 복지사회와 환경보호 그리고 소득재분재와 같은 긍정적인 면을 모색할 각성의 기회를 선구적으로 제공하고 있다는 측면에서 시사하는 바가 크다고 여겨지고있다.

## 인구론의 논평
1882년, 구스타프 콘은 멜서스가 익명으로 출간한 《인구론》을 "지금까지 모든 국가 경제에 기반이 되는 중요한 자연법"이라고 평가했다. 이에 반해 독일 경제학자이자 사회학자인 베르너 좀바르트는 1938년 자신의 저서 《정신과학으로서의 인류학》에서 멜서스의 《인구론》을 "세계의 문헌중 가장 멍청한 책"이라고 평가했다. 한편 맬서스의 인구 이론은 당대 뿐 아니라 후세에 이르기까지 여러분야에 매우 강한 영향을 주었다.
1978년 마이클 하트가 발간한 《역사상 가장 영향력 있는 100인》에 맬서스는 80위로 소개되고 있다. 맬서스는 공급과 수요의 불균형에 대해 '과잉'이란 표현으로 개념화하였다. 그의 이론은 당대에는 종종 놀림거리로 취급되었으나, 오늘날에는 후세의 대공황과 케인즈의 등장을 예견한 것이란 평가를 받는다.
19세기 비평가인 토머스 칼라일(Thomas Carlyle)이 맬서스의 책을 읽은후 "경제학은 우울한 학문(dismal science)'이라는 표현을 사용했다.

## 영향
맬서스의 인구 이론은 당대 뿐 아니라 후세에 이르기까지 여러분야에 매우 강한 영향을 주었다. 과학에서는 찰스 다윈, 알프레드 월리스 등의 진화론 학자들에게 많은 영향을 주었다. 찰스 다윈은 1831년부터 비글호를 타고 남아메리카 섬들을 탐험하며 진화론의 증거들을 수집하였다. 그러나 진화의 기제가 무엇인지는 알 수 없었다. 5년만인 1836년에 영국으로 돌아온후에 《인구론》을 읽게 되었는데, 이때 그는 이 책을 통하여 진화의 기제가 적자생존, 즉 자연도태라는 것을 깨닫게 되었다. 1978년 마이클 하트가 발간한 《역사상 가장 영향력 있는 100인》에 맬서스는 80위로 소개되고 있다.
맬서스는 공급과 수요의 불균형에 대해 과잉이란 표현으로 개념화하였다. 그의 이론은 당대에는 종종 놀림거리로 취급되었으나, 오늘날에는 후세의 대공황과 케인즈의 등장을 예견한 것이란 평가를 받는다.
맬서스 이전의 경제 비평가들은 높은 출산율을 긍정적으로만 평가했는데, 인구의 증가는 노동 인구와 경제활동 인구의 증가로 이어져 경제 발전에 기여할 것이라 생각했기 때문이다. 맬서스는 인구 증가에 대해 새로운 시각을 제시하였으며, 이로 인해 여전히 높은 출산율이 총생산 증가에 긍정적이라고 생각하는 경제학자조차 급격한 출생률 증가는 수용가능량 당 생산량의 감소를 가져온다는 것에 동의하게 하였다. 데이비드 리카르도(맬서스와 개인적인 친분이 있었다.)나 앨프레드 마셜은 맬서스의 직접적인 영향을 받았다.
맬서스주의의 영향력은 정치로 확대되어 당시 영국 총리였던 윌리엄 피트로 하여금 빈자법에 의한 빈자의 지원을 중단하게 하였으며 휘그당은 맬서스의 저작으로 인해 토리당의 온정주의와 결별하고 1834년의 빈민법 개정을 주도하게 한다. 또한 맬서스의 인구 이론은 1801년 영국 최초의 근대적 인구 조사가 실시되는 원동력으로 작용했다.

## 화학비료의 발명
유대계 독일인 프리츠 하버가 1909년 3월에 공기중에 포함된 질소를 인공합성한 화학비료 생산기술을 개발했다. 대량생산을 위해 지속적인 연구 끝에 '하버-보쉬 제법'을 개발하여 1913년부터는 하루 20톤 생산 용량의 공장에서 비료가 대량 생산되기 시작했다. 질소비료의 원료인 칠레초석을 수입하여 질소를 추출할 필요없이 저렴한 화학비료를 제조할 수 있게 되었다. 20세기 중반부터 전세계에 화학비료 생산시설이 건설되어 비료가 공급되었고 다른 농업기술도 발달되어 농업 생산량은 농사혁명이라 부를 정도로 크게 증가하였다.
이로써 맬서스의 예측은 빗나가고 말았다. 그는 과학기술의 발달로 제초제, 값싼 화학비료, 수생작물의 보급등으로 농업생산량이 극적으로 증가하고, 피임법의 발달등을 통해 인구증가 현상이 억제될 수 있다는 것을 예측하지는 못했다.

## 같이 보기
- 우울한 학문
- 벤저민 프랭클린
- 윌리엄 고드윈
- 데이비드 흄
- 니콜라 드 콩도르세
- 몽테스키외
- 리처드 프라이스
- 애덤 스미스